# JUnit
JUnit är ett ramverk för enhetstestning av programmeringsspråket Java. JUnit var en viktig del i utvecklingen av utvecklingsmetoden testdriven utveckling och är en del av en grupp enhetstestande ramverk, känd som xUnit, som skapades i samma veva som SUnit.
JUnit länkas som en JAR-fil vid kompilering; ramverket finns i paketet junit.framework för JUnit 3.8 och tidigare, och i paketet org.junit för JUnit 4 och senare.
I en undersökning från 2013 som täckte 10 000 projekt på GitHub var JUnit, tillsammans med slf4j-api, de mest använda kodbiblioteken. Kodbiblioteken användes i 30,7 % av projekten.

## Exempel på användning av JUnit
I äldre utgåvor av JUnit var man tvungen att låta fixturer ärva från junit.framework.TestCase, men de nya som använder JUnit 4 behöver inte göra detta. Testmetoder måste märkas med märkningen @Test. Vid behov kommer det även vara möjligt att låta en metod köra före (eller efter) varje (eller alla) testmetoder med märkningarna @Before (eller @After) och @BeforeClass (eller @AfterClass).
```
import
 
org.junit.*
;

public
 
class
 
TestFoobar
 
{

    
@BeforeClass

    
public
 
static
 
void
 
setUpClass
()
 
throws
 
Exception
 
{

        
// Kod som körs innan den första testmetoden

    
}

    
@Before

    
public
 
void
 
setUp
()
 
throws
 
Exception
 
{

        
// Kod som körs innan varje test

    
}

 

    
@Test

    
public
 
void
 
testOneThing
()
 
{

        
// Kod som testar en del

    
}

    
@Test

    
public
 
void
 
testAnotherThing
()
 
{

        
// Kod som testar en annan del

    
}

    
@Test

    
public
 
void
 
testSomethingElse
()
 
{

        
// Kod som testar någonting annat

    
}

    
@After

    
public
 
void
 
tearDown
()
 
throws
 
Exception
 
{

        
// Kod som körs efter varje test  

    
}

 

    
@AfterClass

    
public
 
static
 
void
 
tearDownClass
()
 
throws
 
Exception
 
{

        
// Kod som körs efter den sista testmetoden

    
}

}

```